# Бартонський поворотний акведук
Бартонський поворотний акведук (англ. Barton Swing Aqueduct) — єдиний у світі поворотний міст — акведук, розташований у Бартон-апон-Ірвелл, у графстві Великий Манчестер, на перетині Манчестерського морського та Бриджвотерського каналів.
Спочатку на цьому місці розташовувався Бартонський акведук, побудований відомим будівельником каналів Джеймсом Бріндлі, відкритий 17 липня 1761 і званий «одним із семи чудес ери каналобудування». З будівництвом Манчестерського каналу, який пропускав великі морські судна, він був розібраний і в 1894 замінений на теперішній поворотний міст-акведук, який служить і досі.

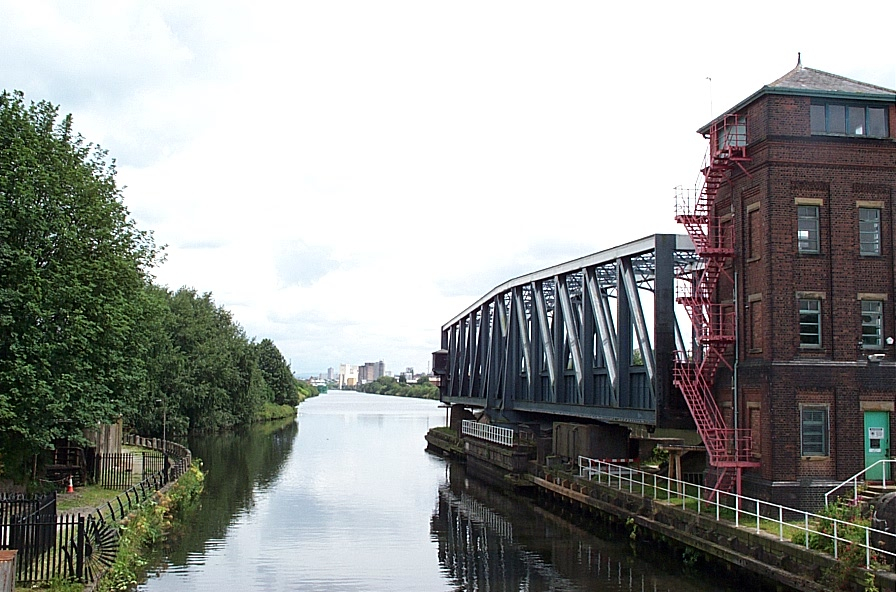
Акведук повернутий для пропуску суден по Манчестерському каналу

## Принцип роботи
Акведук є дворукавним поворотним мостом, центральну опору якого збудували на штучному острові. У закритому положенні можливий рух верхнім каналом Бриджвотер. Коли великому судну потрібно пройти по нижньому, Манчестерському, каналу, 1450-тонний стометровий сталевий жолоб розгортається на шарнірі на 90 ° . Запірні ворота на обох кінцях жолоба утримують приблизно 800 тонн води. Інші ворота утримують воду на кінцях розірваного каналу. Спочатку акведуком ішов бечівник шириною 2,7 м, який нині ліквідований.
Нижче за течією розташований поворотній міст. Обидва мости управляються з однієї цегляної вежі, розташованої на острові. Щоб уникнути зіткнення суден з мостом, поворотний акведук відкривається за пів години до призначеного часу пропуску.